# 玉山北峰

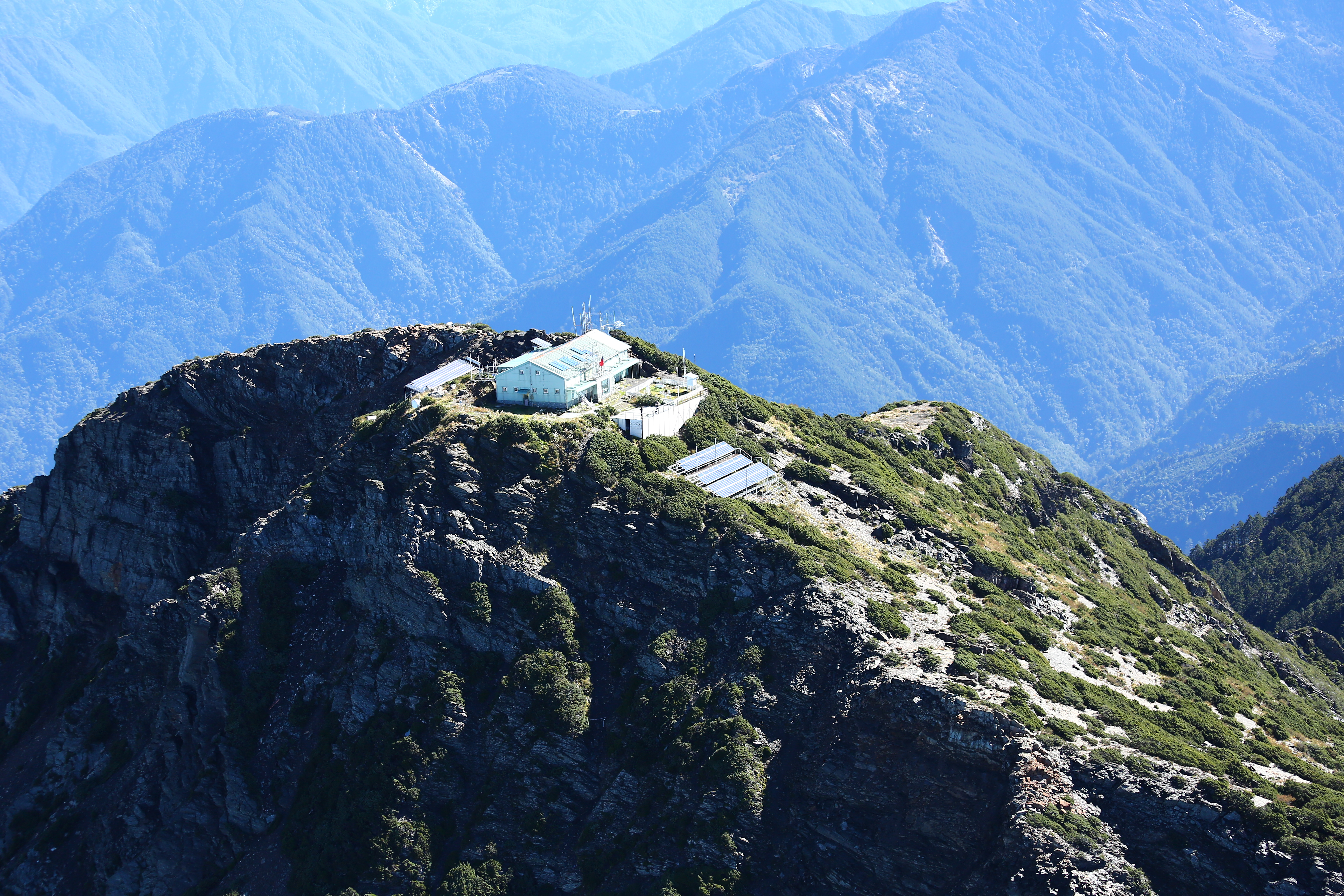
位於峰頂的玉山氣象站，是臺灣海拔最高的建築物

玉山北峰是台灣玉山山脈中的一座山峰，為台灣百岳名峰之一。位處臺灣南投縣信義鄉東埔村，標高3,858公尺。南有玉山主峰及玉山東峰，北有玉山北北峰(標高3,833公尺，非百岳)。
日治時期名為北山、新高北山、斗六新高，與玉山北北峰相隔一鞍，狀似駱駝的駝峰，台灣登山家邢天正稱其為天駝峰。峰頂的玉山氣象站（標高3,844.8公尺）設置於1943年，至今仍為台灣海拔最高的建築物。玉山國家公園成立後，玉山北峰劃入被保護範圍。